# Amtsenthebungsverfahren
Ein Amtsenthebungsverfahren (englisch impeachment) kann in bestimmten Rechtsordnungen ergehen, wenn ein hochrangiger Amtsträger gegen seine Pflichten verstoßen oder eine Straftat begangen hat. Das Amtsenthebungsverfahren stellt einen traditionellen Bestandteil des präsidentiellen Regierungssystems dar, in dem es keine Wahl und Abwahl der Exekutivmitglieder durch das Parlament gibt. Für Amtsenthebung niedrigerer Amtsträger siehe Disziplinarrecht.

## Deutschland
Nach Art. 61 des Grundgesetzes für die Bundesrepublik Deutschland kann eine Präsidentenanklage gegen den Bundespräsidenten beim Bundesverfassungsgericht „wegen vorsätzlicher Verletzung des Grundgesetzes oder eines anderen Bundesgesetzes“ erhoben werden. Zur Klage berechtigt sind ausschließlich Bundestag oder Bundesrat, die Entscheidung hierzu muss jeweils mit einer Zweidrittelmehrheit erfolgen. Stellt das Bundesverfassungsgericht eine solche Gesetzesverletzung fest, kann es den Bundespräsidenten für des Amtes verlustig erklären. Durch einstweilige Anordnung kann es zudem nach der Erhebung der Anklage bestimmen, dass er an der Ausübung seines Amtes verhindert ist. Bislang ist es in der Geschichte der Bundesrepublik noch nie zu einer Präsidentenanklage gekommen.
Gegen den Bundeskanzler gibt es kein Amtsenthebungsverfahren an sich. Der Bundestag kann allerdings nach Art. 67 des Grundgesetzes durch ein konstruktives Misstrauensvotum ohne Gründe einen neuen Bundeskanzler bestimmen, was bisher einmal erfolgreich durchgeführt wurde (1, 2). In diesem Fall endet auch das Amt der Bundesminister. Sie sind auf Ersuchen des Bundespräsidenten verpflichtet, die Geschäfte bis zur Ernennung ihrer Nachfolger weiterzuführen (Art. 69 GG).

## Österreich
Das österreichische Bundes-Verfassungsgesetz (B-VG) sieht in Art. 60 Abs. 6 vor, dass der Bundespräsident durch Volksabstimmung abgesetzt werden kann. Die Volksabstimmung ist durchzuführen, wenn die Bundesversammlung es verlangt. Die Bundesversammlung ist zu diesem Zweck vom Bundeskanzler einzuberufen, wenn der Nationalrat einen solchen Antrag beschlossen hat. Zum Beschluss des Nationalrates ist die Anwesenheit von mindestens der Hälfte der Mitglieder und eine Mehrheit von zwei Dritteln der abgegebenen Stimmen erforderlich. Durch einen derartigen Beschluss des Nationalrates ist der Bundespräsident an der ferneren Ausübung seines Amtes verhindert. Die Ablehnung der Absetzung durch die Volksabstimmung gilt als neue Wahl des Bundespräsidenten und hat die Auflösung und Neuwahl des Nationalrates zur Folge. Auch in diesem Fall darf die gesamte Funktionsperiode des Bundespräsidenten nicht mehr als zwölf Jahre dauern.
Gegen den Bundespräsidenten und die anderen höchsten Verwaltungsorgane, wie Bundeskanzler, Bundesminister, Landeshauptmann und Landesrat kann gemäß Art. 142 B-VG vor dem Verfassungsgerichtshof als Staatsgerichtshof die sogenannte Ministeranklage erhoben werden. Das verurteilende Erkenntnis des Verfassungsgerichtshofes hat auf Verlust des Amtes, unter besonders erschwerenden Umständen auch auf zeitlichen Verlust der politischen Rechte (wie das passive Wahlrecht), zu lauten; bei geringfügigen Rechtsverletzungen kann sich der Verfassungsgerichtshof auf die Feststellung beschränken, dass eine Rechtsverletzung vorliegt.

## Schweiz
In der Schweiz existieren für Bundesrat und Mitglieder des Parlaments keine in der Bundesverfassung festgelegten Amtsenthebungsverfahren. Es kommt jedoch vor, dass Bundesräte bei schweren Vorwürfen freiwillig zurücktreten (z. B. im Fall Elisabeth Kopp). Die Vereinigte Bundesversammlung kann die Amtsunfähigkeit von amtierenden Bundesräten nach Art. 140a Abs. 3 Parlamentsgesetz unter folgenden Voraussetzungen feststellen:

„a. Die betreffende Person ist wegen schwerwiegender gesundheitlicher Probleme oder Einwirkungen, die sie daran hindern, an ihren Arbeitsplatz zurückzukehren, offenkundig nicht mehr in der Lage, ihr Amt auszuüben.
b. Dieser Zustand wird voraussichtlich lange Zeit andauern.
c. Die betreffende Person hat innert angemessener Frist keine rechtsgültige 
Rücktrittserklärung abgegeben.“

Eine Amtsenthebung von Bundesrichtern ist einzig aufgrund einer strafrechtlichen Verurteilung wegen eines Verbrechens oder Vergehens möglich. Es handelt sich dabei um eine Nebenstrafe, welche vom Strafrichter ausgesprochen wird. Die Strafverfolgung bedarf einer Ermächtigung der zuständigen Kommissionen der eidgenössischen Räte (Art. 14 Verantwortlichkeitsgesetz, siehe auch Politische Immunität (Schweiz))
In einigen Kantonen (z. B. Bern) kann hingegen mit einer Unterschriftensammlung eine Volksabstimmung über die vorgezogene Neuwahl der Kantonsregierung und/oder des Kantonsparlaments gefordert werden (Art. 57 Berner Kantonsverfassung).
Die Möglichkeit, die Regierung durch ein Misstrauensvotum aus dem Amt zu entheben, existiert nur im Kanton Jura.

## Vereinigte Staaten

### Relevante Pflichtverstöße
Eine Anklage wegen Amtsvergehen durch den Senat (Amtsanklage, englisch impeachment) ist ein in der Verfassung der Vereinigten Staaten vorgesehenes Verfahren zur Amtsenthebung des Präsidenten sowie anderer Amtsträger, zum Beispiel der Richter des Supreme Court und der Bundesrichter, wenn diese sich des Verrats (Treason), der Bestechung (Bribery) oder anderer Verbrechen und Vergehen (other high Crimes and Misdemeanors) schuldig gemacht haben.
In der Begriffsgeschichte und den Debatten der Verfassungsväter war umstritten, ob mit „high crimes“ nur solche Delikte gemeint sein sollen, die eine Person nur kraft ihres Amtes begehen kann (Amtsdelikte). Ein normaler Bürger könnte dann mangels präsidialer oder bundesrichterlicher Befugnisse nicht unter Amtsanklage gestellt werden. Unter „misdemeanors“ können verschiedentliche Dinge gemeint sein. Nach Edmund Randolph solle eine Amtsenthebung schon bei „Fehlverhalten“ (englisch „misbehave“) möglich sein, nach Charles Cotesworth Pinckney sollte eine Amtsenthebung auch erfolgen, wenn jemand „das Vertrauen der Bevölkerung missbraucht“ (englisch „...or betray their public trust“).
Nach der bis heute einflussreichen Auslegung durch Alexander Hamilton von 1788 fallen unter other high Crimes and Misdemeanors „Vergehen, die sich aus dem Fehlverhalten von Männern in öffentlichen Ämtern oder aus dem Missbrauch oder der Verletzung öffentlichen Vertrauens ergeben.“ Sie seien im Besonderen politische Vergehen, „als sie sich hauptsächlich auf Verstöße beziehen, die unmittelbar gegen die Gesellschaft gerichtet sind.“ Daraus wird von der Mehrheit der Rechtswissenschaft bis heute abgeleitet, dass die Formel nicht nur Gesetzesverstöße umfasst, sondern auch schwerer zu greifende Verfassungsverstöße wie die Korrumpierung des Wahlprozesses und das Untergraben der Demokratie.
Wichtig ist im Weiteren, dass das Impeachment-Verfahren ein politisches ist, in dem die üblichen juristischen Regeln nicht gelten – eine Ansicht, die der Supreme Court 1993 im Fall Nixon v. United States bestätigt hatte. Der Amtsträger muss keine konkrete gesetzliche Vorschrift verletzt haben, damit ein Verfahren eingeleitet werden kann, und für eine erfolgreiche Amtsenthebung muss auch keine Schuld im (straf-)rechtlichen Sinne nachgewiesen werden. So wurde im Jahre 1804 John Pickering, ein für New Hampshire zuständiger Bundesrichter, wegen chronischer Trunkenheit aus dem Amt entfernt.
Laut dem 25. Zusatzartikel und dem 1. Abschnitt des 2. Artikels der Verfassung der Vereinigten Staaten wird das Amt des Präsidenten im Falle einer Amtsenthebung auf den Vizepräsidenten übertragen. Wird das Amt des Vizepräsidenten frei – durch eine Amtsenthebung oder aus einem beliebigen anderen Grund – wird gemäß Abschnitt 2 des 25. Verfassungszusatzes der Präsident einen Ersatz vorschlagen. Sowohl der Senat wie auch das Repräsentantenhaus müssen dem Vorschlag zustimmen, damit ein neuer Vizepräsident sein Amt aufnehmen kann. Falls dies nicht gelingt, bleibt das Amt des Vizepräsidenten bis zur nächsten regulären Präsidentenwahl frei. Die Nachfolge des Präsidenten der Vereinigten Staaten regelt dabei nur die Nachfolge des Präsidenten, aber nicht jene der anderen Regierungsmitglieder.
Wird ein Präsident noch während seiner Amtszeit des Amtes enthoben, verliert dieser nach dem „Former Presidents Act“ seine Ansprüche auf die im Gesetz festgelegten Privilegien wie Pensionsbezüge, staatliche Krankenversicherung, Personenschutz oder Reisebudgets. Allerdings ist der lebenslange Schutz des Präsidenten, dessen Ehepartner und Kinder zusätzlich durch den 2013 eingeführten „Former Presidents Protection Act“ geregelt, in welchem Amtsenthebungen nicht berücksichtigt sind. Ein Präzedenzfall bezüglich des Personenschutzes steht aus.
Auch die Bundesstaaten kennen Amtsenthebungen, wobei dort aber andere Standards und Vorgehensweisen gelten.

### Verfahren
Das Repräsentantenhaus trifft mit einfacher Mehrheit die Entscheidung über die Einleitung des Verfahrens. Damit gilt der Präsident als impeached, seine Regierungsfähigkeit ist hierdurch jedoch nicht eingeschränkt. Daraufhin finden im Senat Anhörungen statt. Wird in diesem Verfahren der Präsident angeklagt, führt der Oberste Richter den Vorsitz. In anderen Fällen gibt es keine Vorgabe in der Verfassung, so dass der Vizepräsident regulär in seiner Funktion als Präsident des Senats das Verfahren leiten kann. Für den Fall eines Verfahrens gegen den Vizepräsidenten gibt es keine explizite Vorschrift in der Verfassung. Ob der Vizepräsident einem Amtsenthebungsverfahren gegen sich selbst vorsitzen kann, ist umstritten. Bisher gibt es keinen Präzedenzfall. Jede Seite hat das Recht, Zeugen zu vernehmen und Kreuzverhöre durchzuführen. Danach finden geheime Unterredungen statt. Für einen Schuldspruch ist eine Zweidrittelmehrheit des Senates erforderlich. Die angeklagte Person kann danach entweder ihres Amtes enthoben werden oder es wird ihr die Bekleidung eines öffentlichen Amtes untersagt. Es ist also ein zweistufiges Verfahren, bei dem zunächst über die Frage der Schuld und dann über die tatsächliche Amtsenthebung entschieden wird. Eine von Repräsentantenhaus und Senat ordnungsgemäß beschlossene Amtsenthebung ist gemäß höchstrichterlicher Rechtsprechung juristisch nicht anfechtbar (vgl. Nixon v. United States).

### Bisherige Amtsanklagen

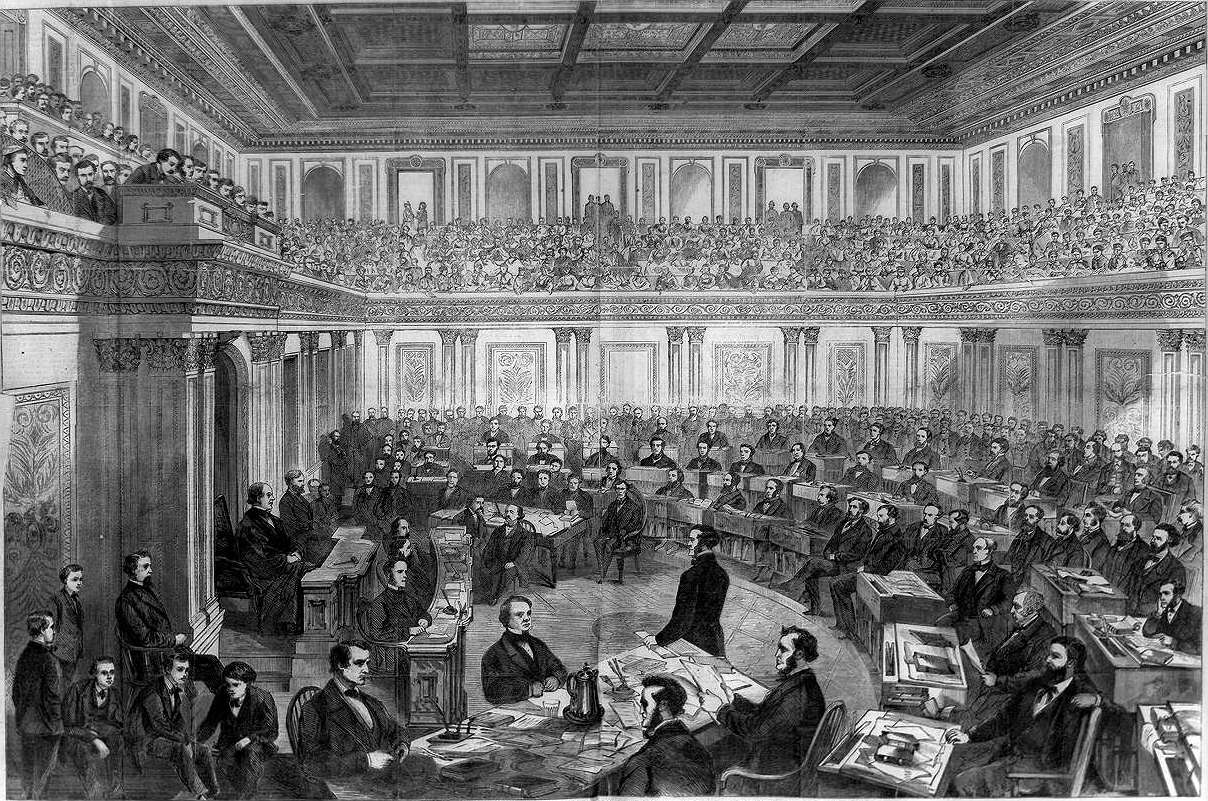
US-Senat beim Impeachment-Verfahren gegen Andrew Johnson

Bisher wurden insgesamt fünf Amtsenthebungsverfahren gegen vier Präsidenten eingeleitet. In vier Fällen wurde es tatsächlich durchgeführt, ohne dass es jedoch zu einer Verurteilung kam. In einem Fall kam es nach dem Rücktritt des Präsidenten nicht mehr zum Verfahren vor dem Senat.
- → Hauptartikel: Impeachment gegen Andrew Johnson 1868 gegen Andrew Johnson wegen Missachtung der Rechte des Kongresses. Am 2. März 1868 verabschiedete das Repräsentantenhaus die entsprechende Resolution,[8] und am 9. April 1868 begann der Prozess im Senat,[9] der am 26. Mai 1868 mit einem Freispruch endete, da zwar eine Mehrheit von 35 Senatoren für die Amtsenthebung waren, jedoch angesichts 19 Gegenstimmen die erforderliche Zweidrittelmehrheit um eine Stimme verfehlt wurde.[10] Johnson wurde vorgeworfen, den Tenure of Office Act verletzt zu haben, indem er Lorenzo Thomas ohne Zustimmung des Senats zum Kriegsminister ernannt hatte. Historiker begründen das Zögern einiger Senatoren, für eine Amtsenthebung Johnsons zu votieren, vor allem mit der signifikanten verfassungsrechtlichen Bedeutung, da im Falle einer Absetzung ein Präzedenzfall gesetzt worden wäre. Aus dem Freispruch wurden restriktive Rechtsmaßstäbe abgeleitet, womit das Impeachment künftig als rein politische Waffe gegen den Präsidenten ausfiel.[11]

- 1974 gegen Richard Nixon wegen Behinderung der Justiz in der Watergate-Affäre. Dem eingeleiteten Amtsenthebungsverfahren und einer Anklageerhebung kam der Präsident durch seinen Rücktritt zuvor. Im Repräsentantenhaus hatte sich die zur Anklage notwendige einfache Mehrheit abgezeichnet und auch im Senat war mit der erforderlichen Zweidrittelmehrheit zu rechnen. Nach Nixons Rücktritt wurde, wie von der Verfassung vorgesehen, der bisherige Vizepräsident, Gerald Ford, als Präsident vereidigt.

- → Hauptartikel: Amtsenthebungsverfahren gegen Bill Clinton 1998 gegen Bill Clinton wegen Meineids und Behinderung der Justiz im Zuge der Lewinsky-Affäre. Der Meineidvorwurf wurde mit 55 zu 45 Stimmen zurückgewiesen, jener der Behinderung der Justiz mit 50 zu 50 Stimmen. Alle Senatoren der Demokratischen Partei unterstützten dabei den Präsidenten ihrer eigenen Partei.

- Amtsenthebungsverfahren gegen Donald Trump
  - Bereits am 12. Juli 2017 hatte der demokratische Kongressabgeordnete Brad Sherman ein Amtsenthebungsverfahren gegen Präsident Donald Trump wegen dessen Rolle in der Russland-Affäre und der Vorgänge rund um die Entlassung des FBI-Chefs James Comey beantragt, die nach seiner Ansicht eine „Behinderung der Justiz“ darstellten.[12][13][14]
  - → Hauptartikel: Erstes Amtsenthebungsverfahren gegen Donald Trump2019 kam ein Amtsenthebungsverfahren wegen Machtmissbrauchs in der Ukraine-Affäre und Behinderung des Kongresses zustande. Die demokratische Sprecherin des Repräsentantenhauses, Nancy Pelosi, sprach sich erst im September 2019 für ein Amtsenthebungsverfahren aus, zu dem der Kongress seit dem 24. dieses Monats Untersuchungen durchführte. Am 18. Dezember 2019 stimmte das Repräsentantenhaus mit 230 Ja-Stimmen zu 197 Nein-Stimmen bei einer Enthaltung für die Anklageerhebung und leitete damit das Verfahren ein. Mindestens drei demokratische Abgeordnete waren von der Parteilinie abgewichen und hatten gegen ein Verfahren gestimmt.[15][16] Am 5. Februar 2020 wurde Donald Trump im mehrheitlich republikanisch besetzten Senat freigesprochen.[17]
  - → Hauptartikel: Zweites Amtsenthebungsverfahren gegen Donald Trump 2021 kam innerhalb sehr kurzer Zeit erneut ein Amtsenthebungsverfahren gegen Donald Trump zustande: wegen Anstiftung zum Aufstand (gegen die Vereinigten Staaten). Am 11. Januar 2021, nur wenige Tage vor Ende seiner Amtszeit, wurde ein zweites Amtsenthebungsverfahren gegen den Präsidenten eingeleitet. Direkter Anlass war neben der Nichtanerkennung des Ergebnisses der Präsidentschaftswahl insbesondere auch eine Rede, die in Washington, D.C. zum Angriff auf den im Kapitol zur Auszählung der Stimmen der Präsidentschaftswahl tagenden Kongress und der Erstürmung des Gebäudes durch seine Anhänger geführt hatte, bei der es mehrere Tote gegeben hatte. Der Zeitpunkt wurde als direkter Angriff auf das demokratische Wahlverfahren verstanden (Absicht, den Auszählprozess zu unterbinden, um die Bestätigung der Wahl Joe Bidens zu verhindern) und u. a. auch mit Verstoß gegen Sektion 3 des 14. Verfassungszusatzes begründet. Trump ist damit der erste US-Präsident, gegen den zweimal ein solches Verfahren eröffnet wurde. Am 13. Januar 2021 stimmte das Repräsentantenhaus mit 232 Ja-Stimmen (alle Demokraten sowie zehn Republikaner) zu 197 Nein-Stimmen für die Anklageerhebung.[18] Im Senat kam die für eine Verurteilung erforderliche Zweidrittelmehrheit nicht zustande.[19]

### US-Bundesstaaten
Auch in den Bundesstaaten der USA können Amtsträger mittels eines Impeachments ihres Amtes enthoben werden. Darunter fallen beispielsweise Gouverneure, Vizegouverneure, andere Regierungsmitglieder oder Richter an den bundesstaatlichen Gerichten. Insbesondere Amtsenthebungsverfahren gegen Gouverneure, den höchsten Amtsträgern eines Bundesstaates, sind oft auch international von hohem medialem Interesse. Für ein Impeachment müssen wie auch auf Bundesebene die Unterhäuser der Bundesstaatsparlamente einen Beschluss zur Anklage fassen, während die Oberhäuser (Staatssenate) mit einer Zweidrittelmehrheit Schuld oder Unschuld feststellen. Wie beim Präsidenten können Mandatsträger in den Bundesstaaten nur aufgrund rechtlicher Verfehlungen des Amtes enthoben werden und nicht aus politischen Gründen. Auch hat das Impeachment nur die Entfernung aus dem Amt zur Folge. Eine strafrechtliche Verfolgung und Verurteilung kann nur durch die zuständigen Gerichte erfolgen.
Ein bekanntes Beispiel für ein Amtsenthebungsverfahren ist Rod Blagojevich, der im Januar 2009 als Gouverneur von Illinois durch die State Legislature aus dem Amt entfernt wurde. Er hatte versucht, den durch die Wahl Barack Obamas zum Präsidenten frei gewordenen Senatssitz zu „verkaufen“. Der Fall hatte auch international große Beachtung gefunden.

## Vereinigtes Königreich
Auch im Vereinigten Königreich gibt es das Impeachment als Amtsenthebungsverfahren: Es ist eine auf Antrag des englischen, später britischen Unterhauses vor dem Oberhaus verhandelte Anklage gegen hohe Staatsbeamte wegen schwerer Pflichtverletzungen, z. B. wegen Hochverrats. Das erste dokumentierte Verfahren fand 1376 gegen William Latimer statt. Insgesamt gab es weniger als 70 dieser Anklagen, hauptsächlich im 14. sowie im 17. und 18. Jahrhundert, rund ein Viertel davon zwischen 1640 und 1642. Das Impeachment war seinerzeit die einzige Möglichkeit für das Unterhaus, sich eines hohen, von der Krone ernannten Staatsbeamten zu entledigen. Letztmals 1806 gegen Henry Dundas angestrengt, gilt es als veraltet, da es für das Parlament mittlerweile zahlreiche andere Möglichkeiten gibt, die Regierung zu kontrollieren. Mehrere Ansätze, das Verfahren offiziell abzuschaffen, scheiterten jedoch in der zweiten Hälfte des 20. Jahrhunderts. Im September 2019 brachte es die Fraktionsvorsitzende von Plaid Cymru, Liz Saville Roberts, erneut ins Gespräch. Vorausgegangen waren Ankündigungen von Premierminister Boris Johnson, ein vom Parlament verabschiedetes Gesetz zur Verhinderung eines EU-Austritts ohne Abkommen ignorieren zu wollen.

## Litauen
Hinsichtlich der eröffneten Amtsenthebungsverfahren gehört Litauen zu den Rekordmeister-Ländern. Amtsenthebungsverfahren wurden gegen Inhaber verschiedener Ämter durchgeführt:
2004 wurde ein Amtsenthebungsverfahren gegen den Staatspräsidenten Rolandas Paksas eingeleitet. Er wurde als erster europäischer Staatschef der neueren Zeit auf diesem Weg des Amtes enthoben.
Zwischen 1990 und 2018 wurden Amtsenthebungsverfahren gegen acht Parlamentarier des Seimas eingeleitet. Drei Parlamentarier wurden auf diesem Weg des Amtes enthoben: 1999 Audrius Butkevičius, 2010 Linas Karalius und 2014 Neringa Venckienė.
Erfolglos war das Amtsenthebungsverfahren im Jahr 2010 gegen den Parlamentarier Aleksandr Sacharuk. 2016 wurde gegen den Parlamentarier und ehemaligen Parlament-Vizepräsidenten Vytautas Gapšys ein Amtsenthebungsverfahren eingeleitet, da er wegen betrügerischer Buchführung verurteilt wurde. Das Verfassungsgericht Litauens bewertete jedoch die Handlungen von Gapšys bis zum Amtseid eines Seimas-Mitglieds nicht, die Amtsenthebung stagnierte, und Gapšys trat selbst später zurück. 2017 wurde gegen die Parlamentarier Mindaugas Bastys und Kęstutis Pūkas ein Amtsenthebungsverfahren eingeleitet. Pūkas gab sein Mandat zurück, womit das Verfahren aufgehoben wurde.

## Brasilien

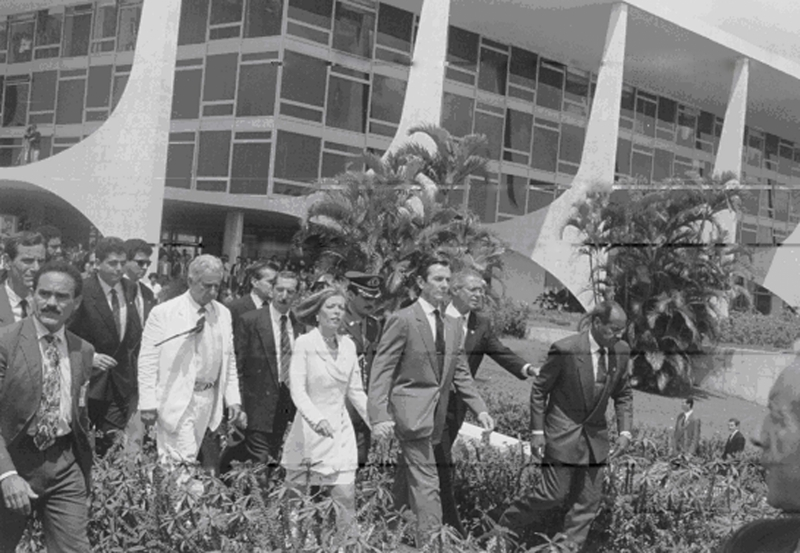
Fernando Collor beim Verlassen des Präsidialgebäudes 1992.

Die erste Verfassung des Kaiserreichs Brasilien, ratifiziert am 25. März 1824, sah kein eigenes Amtsenthebungsverfahren vor, jedoch konnten bei Verstoß gegen Artikel 133 Strafverfahren eingeleitet werden bei Verrat, Bestechung oder Erpressung, für Machtmissbrauch, mangelnde Einhaltung der Gesetze, Handeln gegen Freiheit, Sicherheit oder das Eigentum von Bürgern, das gegen das Gemeinwohl gerichtet war. Die republikanische Verfassung von 1891, der Ersten Republik, orientierte sich an dem amerikanischen Verfassungsvorbild und ermöglichte in Artikel 29 und 53 Amtsenthebungsverfahren und Strafverfolgung gegen Staatspräsidenten und Minister. Dies wurde in den weiteren Verfassungen weitergeführt. 1950 wurde das Lei 1.079/50 verabschiedet, dieses Gesetz vom 10. April 1950 regelte Art und Vorgehen bei Amtsvergehen. Die Brasilianische Verfassung von 1988 regelt in den Artikeln 51, 52 und 85 die Zuständigkeiten der Abgeordnetenkammer und des Senats. Der Mechanismus einer Amtsenthebung erfolgt in fünf Schritten.
Seit Bestehen der Republik wurden insgesamt 10 Amtsenthebungsverfahren gegen Staatspräsidenten angestrengt oder versucht, lediglich zwei Verfahren wurden vollständig und erfolgreich abgewickelt: gegen Floriano Peixoto (1894, abgelöst), Campos Sales und Hermes Rodrigues da Fonseca, nach 1945 gegen Getúlio Vargas (erfolglos), im Kampf um die Nachfolge Vargas unter Missachtung des Gesetzes Nr. 1.079/50 gegen Carlos Coimbra da Luz und João Café Filho 1955, Fernando Collor de Mello (1992, erfolgreich), Luiz Inácio Lula da Silva (Versuch erfolglos), Dilma Rousseff (2015/16, erfolgreich) und Michel Temer (2016, Versuch erfolglos).

## Israel
Im März 2023 verabschiedete das israelische Parlament ein Gesetz, das festlegt, dass die Amtsenthebung eines Ministerpräsidenten nur dann möglich ist, wenn der Amtsinhaber von sich selbst oder seiner Regierung aus gesundheitlichen oder mentalen Gründen als regierungsunfähig eingestuft wird, wobei ein Korruptionsverdacht oder ein Interessenkonflikt hierfür kein hinreichender Grund ist. Im Januar 2024 schränkte das Oberste Gericht dieses Gesetz insofern ein, als dass es erst ab der folgenden Legislaturperiode gilt. Als Grund gab das Gericht an, das Parlament habe seine Kompetenzen überschritten, denn das Gesetz sei „eindeutig auf eine bestimmte Person zugeschnitten – den aktuellen Ministerpräsidenten“.

## Katholisches Kirchenrecht
Die Amtsenthebung (amotio) ist eine Form der Amtsbeendigung im kanonischen Recht. Sie wird gegen den Willen des Amtsinhabers durchgeführt, ist aber im Gegensatz zur Absetzung nicht als Strafmaßnahme gedacht.